# Cathédrale Saint-Isaac de Saint-Pétersbourg
Cette  cathédrale ne doit pas être confondue avec une autre cathédrale de Saint-Pétersbourg.
La cathédrale Saint-Isaac de Saint-Pétersbourg est une cathédrale orthodoxe russe bâtie entre 1818 et 1858, sous les règnes des empereurs Alexandre Ier (1801-1825), Nicolas Ier (1825-1855) et Alexandre II (1855-1881). Elle a été inspirée par la cathédrale Saint-Paul de Londres et a été conçue pour accueillir 14 000 fidèles.
C'est une des plus vastes cathédrales à dôme du monde avec 111 m de long, 97 m de large et 101,5 m de haut, soit 10 767 m2. C'est par ses dimensions, la troisième cathédrale d'Europe après la basilique Saint-Pierre et la cathédrale Saint-Paul de Londres.

## Historique

### Construction
L'empereur Alexandre Ier a lancé un concours pour la construction de la cathédrale, concours qui a été remporté par l'architecte français Auguste de Montferrand, un élève de Charles Percier. L’architecte y a dédié toute sa vie pendant les quarante années de la construction. Celle-ci a donné naissance à une véritable école d’architecture expérimentale où l’on a essayé des techniques nouvelles.
L'édifice a été construit entre 1818 et 1858, avec des techniques d’ingénierie innovantes puisque pour asseoir cet édifice de 300 000 tonnes, il a fallu placer des milliers de pilotis en bois dans le terrain marécageux du site, avant de mettre en place les 48 colonnes en granit.
Un autre exemple est la coupole entièrement métallique, de 28,5 mètres de diamètre, technique d’abord critiquée puis reprise dans les projets qui ont suivi (construction du premier pont métallique en 1842). Le mathématicien Gabriel Lamé et l’ingénieur Émile Clapeyron, ont calculé à l'été-automne 1821, la dimension exacte de la coupole et son agencement dans la construction. 
Outre 400 kilos d'or, 1 tonne de bronze, plus de cent types de nuances de granit, de marbre, de malachite (16 tonnes, extraites de la mine de Nijni Taguil, non loin d'Ekatérinbourg), 500 kilos de lazulite et de lapis-lazuli (extraits de la mine de Sar-e-Sang, province de Badakhchan en Afghanistan) ont été utilisés pour sa décoration.
Le sculpteur Henri Lemaire, (auteur du « Jugement dernier » du fronton de l’église de la Madeleine à Paris), est aussi l’auteur en 1841 de deux bas-reliefs de la cathédrale : « la Résurrection du Christ » et « Isaac de Dalmatie demandant à l’empereur Valens de cesser la persécution des chrétiens ». La cathédrale comporte aussi près de 300 statues. Les mosaïques couvrent une surface totale de 6 500 m2. Le peintre franco-russe Eugène Pluchart est l'auteur de quelques fresques (dont Moïse au buisson ardent).

### Consécration

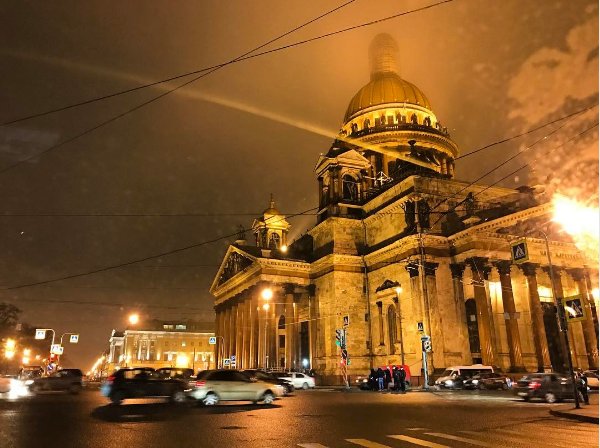
La cathédrale Saint-Isaac, la nuit.

Quarante ans après le début de sa construction, la cathédrale a été inaugurée et consacrée le 30 mai 1858, jour de la fête de saint Isaac de Dalmatie (en), qui était aussi le saint patron de Pierre le Grand, en présence de l'empereur Alexandre II.
Elle était le centre de la vie religieuse de Saint-Pétersbourg jusqu'au début des années 1920.

### Utilisations depuis la révolution
Après la révolution d'Octobre 1917, elle est pillée par les bolcheviks, les objets de culte sont confisqués et ses cloches fondues.
La cathédrale est fermée sur ordre des autorités communistes en juin 1928 et transformée en 1931 en musée de l'athéisme puis en 1937, elle est convertie en musée d'histoire et de l'art.
En juin 1990, peu avant la chute de l'URSS, les offices religieux reprennent dans la cathédrale, après une longue interruption forcée.
Le 20 décembre 2012, une nouvelle cloche de 10 tonnes est installée dans l'un des clochers de la cathédrale[réf. souhaitée].
Le 10 janvier 2017, le gouverneur de Saint-Pétersbourg Gueorgui Poltavtchenko annonce le transfert de l'usage de la cathédrale à l'Église orthodoxe russe. Le bâtiment reste propriété de l'État russe, son entretien demeure à la charge de la ville de Saint-Pétersbourg, l'Église orthodoxe russe recouvre l'entière jouissance de l'occupation du lieu, tout en conservant sa fonction de musée; cette décision s'est accompagnée d'une grande controverse parmi la population.     

## La cathédrale en chiffres
De nos jours, la cathédrale Saint-Isaac est la 4e plus haute cathédrale à coupole en Europe après Saint-Pierre de Rome, Saint-Paul de Londres et Santa Maria del Fiore à Florence. Sa hauteur est de 101 m. 
Le poids de cet édifice est de 300 000 tonnes.
La superficie de la cathédrale est de 4 000 m2. 
La cathédrale peut accueillir 10 000 personnes en même temps pour les messes.
La cathédrale est décorée par 112 colonnes en granit. Le poids des colonnes est 114 tonnes. 
Ce sont 562 marches qui permettent d'atteindre la colonnade de la cathédrale d'où s'ouvre la vue sur la ville.

## Le fondement de la cathédrale Saint-Isaac
En vue de réduire au maximum les conséquences de l'affaissement inégal de l'édifice, Monferrand avait projeté un soubassement sur pilotis s'étendant sous toute la cathédrale. 
Afin d'affermir la terre, on enfonça dans l'excavation des pilotis de pin goudronnés de 6,5 m de longueur et de 26-28 cm de diamètre. Les pilotis étaient enfoncés de manière très serrée les uns à côté des autres. Au total 24 000 pilotis en bois de pin ont été utilisés. 
Par-dessus les pilotis, on installa deux rangées de dalles en granit sur lesquelles on posa une maçonnerie de pierres, liées avec un mortier hydraulique.
Ces travaux ont duré plus de cinq ans, plus de cent vingt-cinq mille ouvriers y ont pris part.

## L'installation des colonnes de la cathédrale Saint-Isaac
Les blas monolithes de granit, taillés dans les carrières près de Viborg, ont été embarqués sur des péniches, qui les transportaient par la mer jusqu'à un débarcadère spécial sur la Néva. Les colonnes étaient polies sur place. 
Une maquette réalisée avant l'installation représente l'échafaudage des colonnes de portiques au seizième de la grandeur nature. Chacune des 48 colonnes des portiques pèse 114 tonnes, leur hauteur est de 17 mètres.
La méthode d'installation ne prenait que 45 minutes par colonne : à côté des échafaudages on a placé 16 cabestans de fonte, chaque colonne enveloppée de natte et de feutre et enroulée de câble, était poussée et roulée dans un des couloirs entre deux rangées de piliers. Les câbles passaient par un système de poulies et étaient fixées aux cabestans. Chacune était actionnée par huit ouvriers.

## L'installation de la coupole de la cathédrale Saint-Isaac
L'enveloppe de la coupole est en fer et en fonte. La coupole comprend trois voûtes liées entre elles :  
1. sphérique
2. conique
3. parabolique

La dorure de la coupole extérieure a été réalisée avec de l'amalgame composé d'or et de mercure. En chauffant les plaques de cuivre avec l'amalgame liquide, on faisait évaporer le mercure et fixait l'or sur la surface. 
Plus de 100 kg d'or ont été utilisés pour la dorure de la coupole.

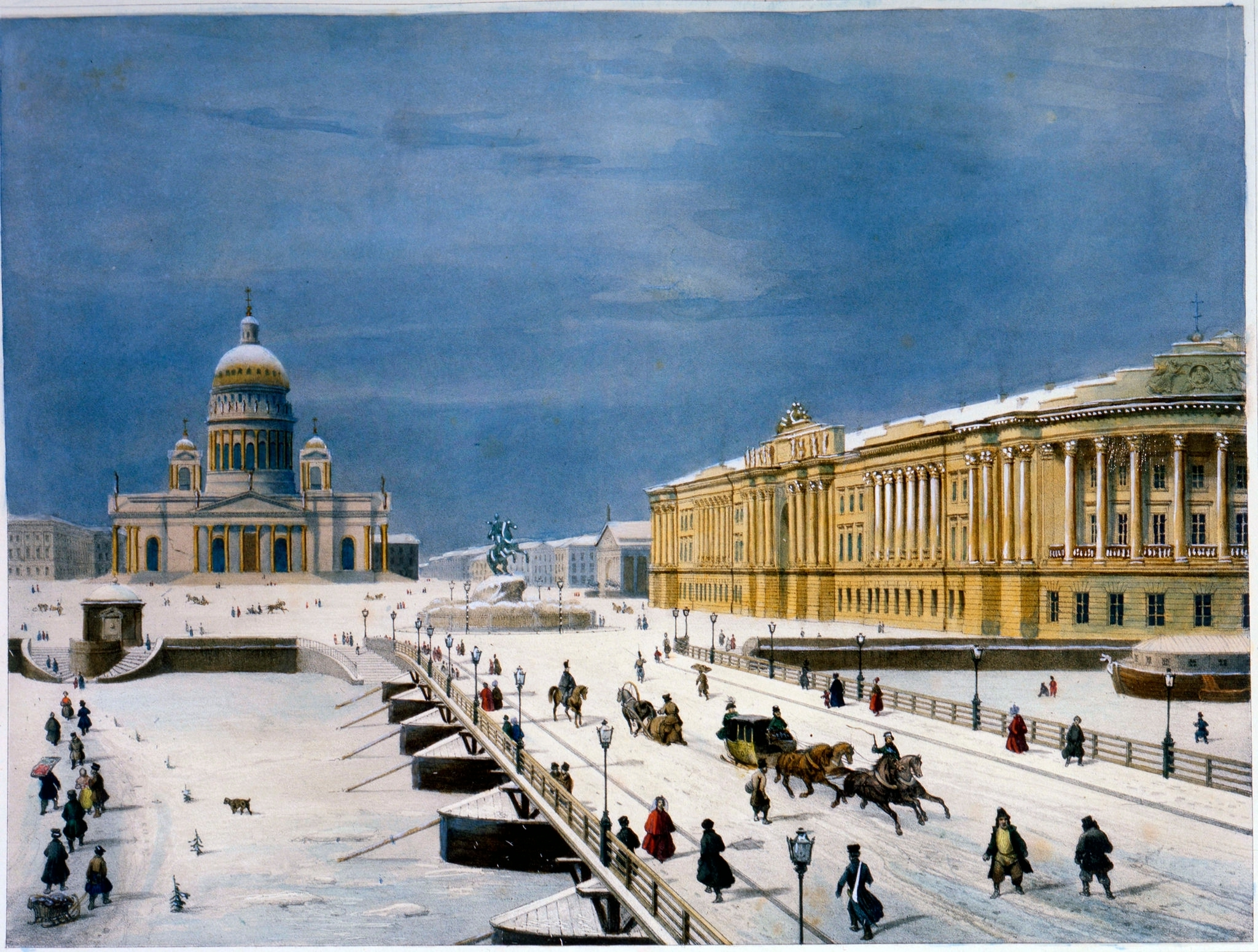
En arrière-plan, la cathédrale Saint-Isaac ; devant, le cavalier de bronze et la Neva gelée (1840).
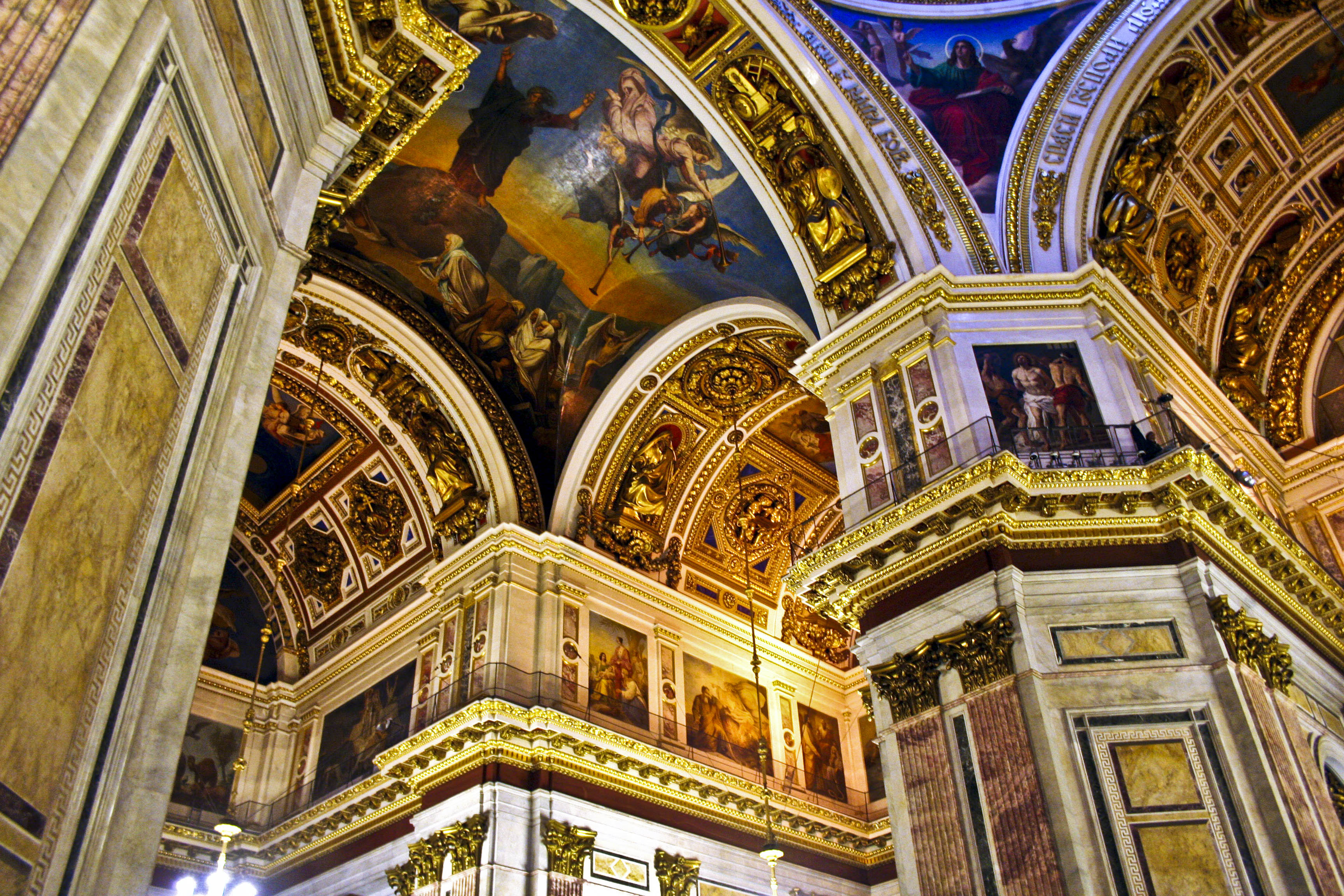
Cathédrale Saint-Isaac, intérieur.
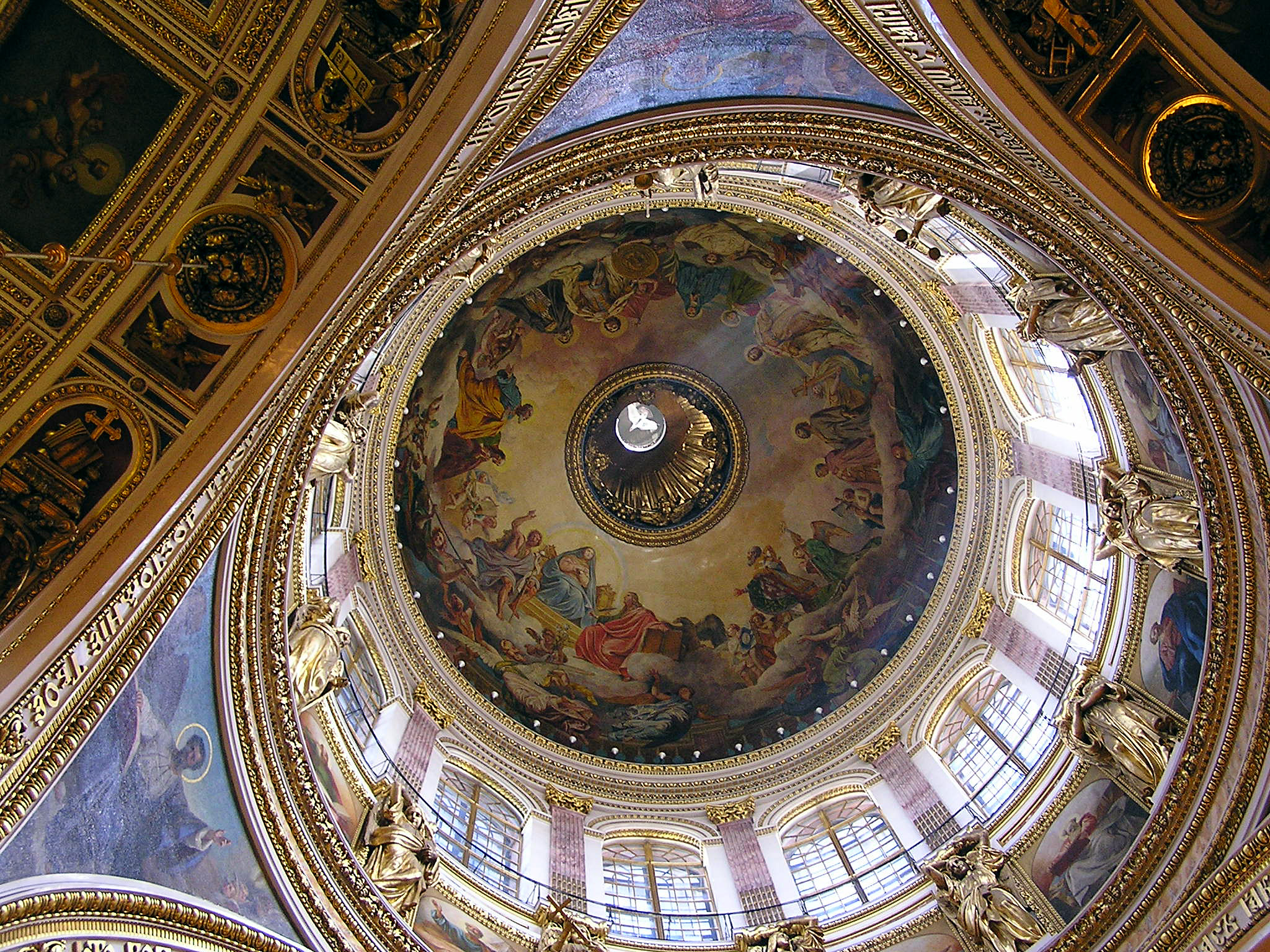
Cathédrale Saint-Isaac, intérieur : coupole.
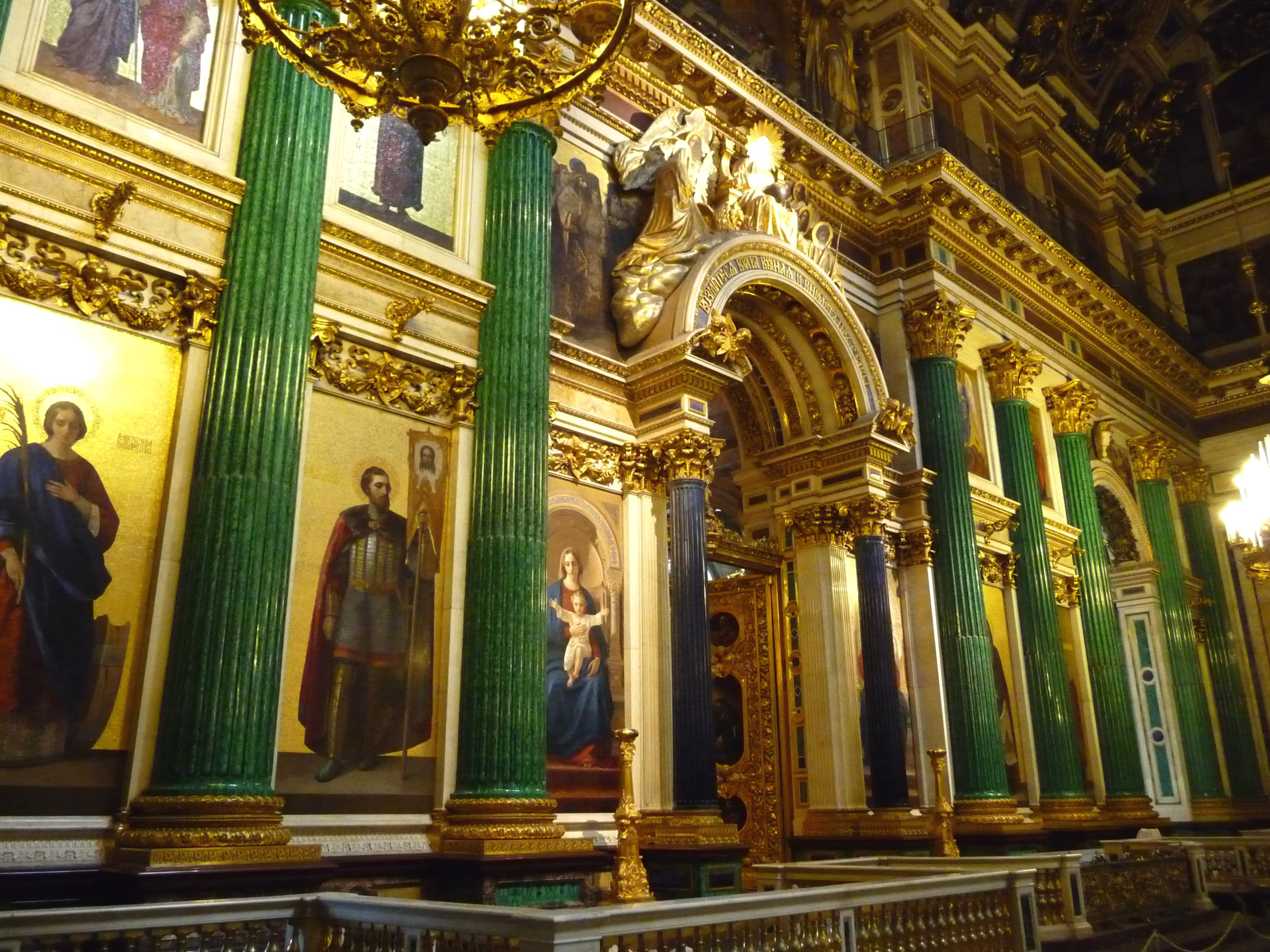
Cathédrale Saint-Isaac, intérieur : les colonnes de malachite et de lapis-lazuli.
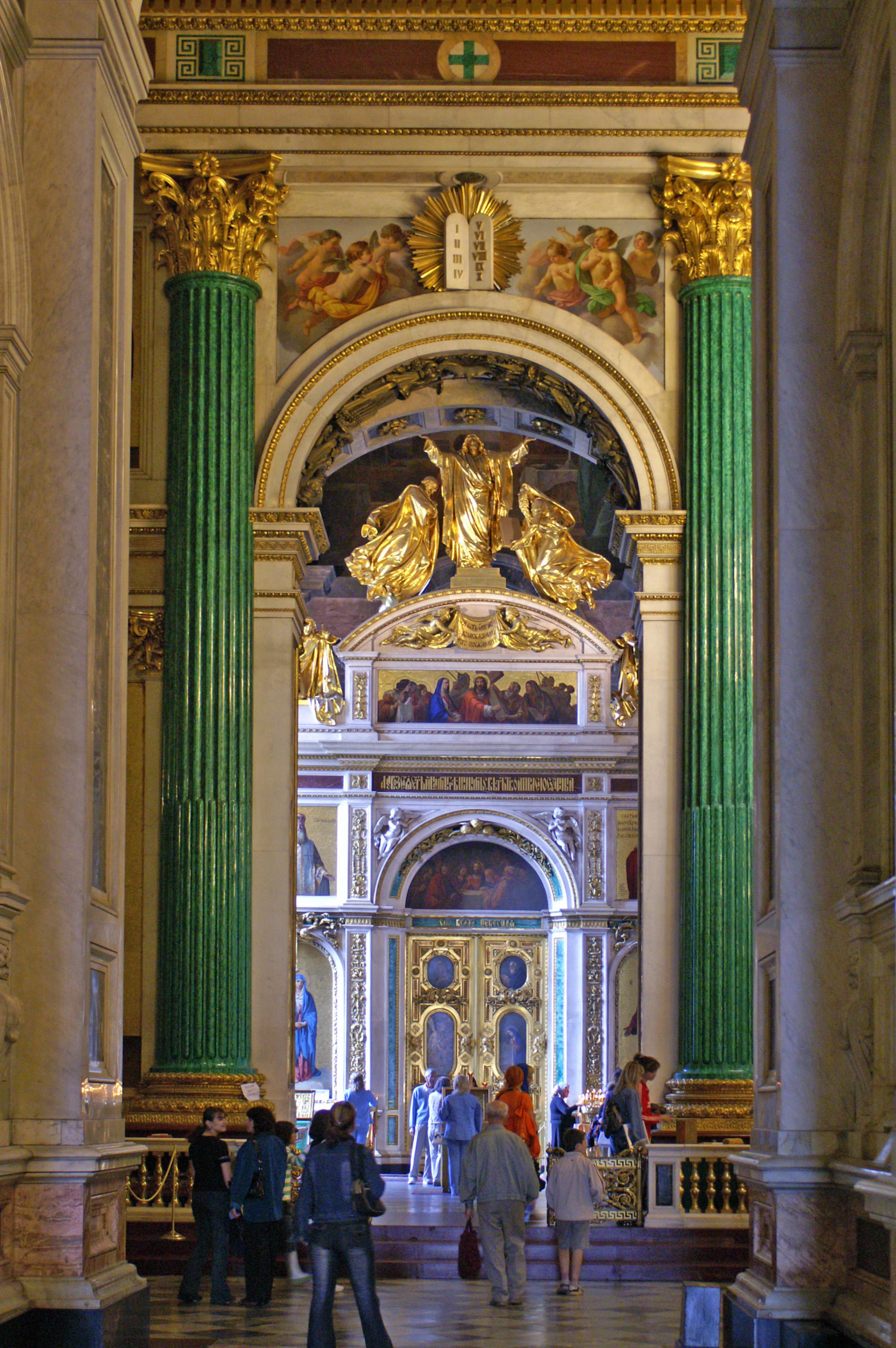
Cathédrale Saint-Isaac, intérieur : chapelle latérale.
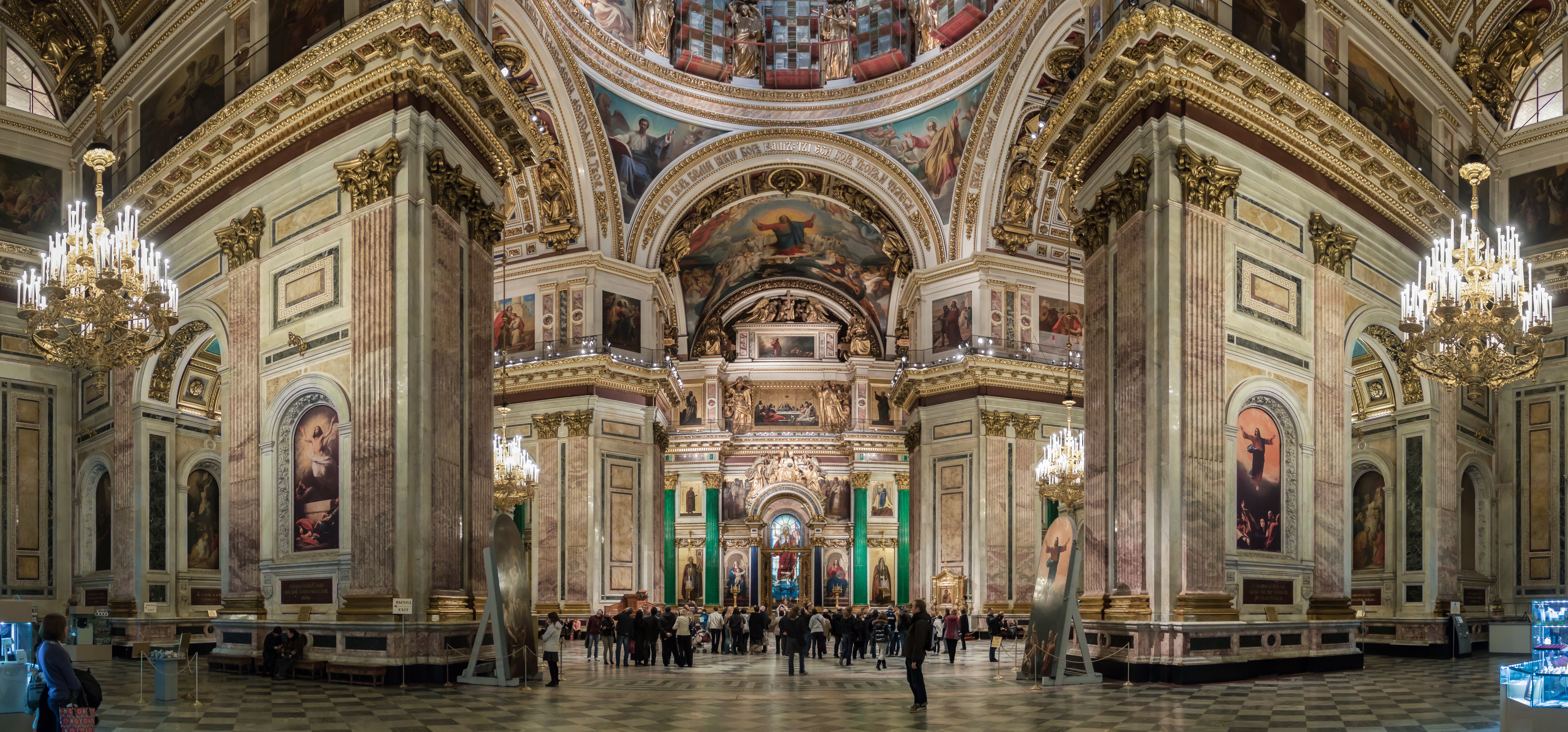
Cathédrale Saint-Isaac, panoramique intérieur.